# Akademia Wychowania Fizycznego im. Eugeniusza Piaseckiego w Poznaniu
Akademia Wychowania Fizycznego im. Eugeniusza Piaseckiego w Poznaniu – państwowa akademia wychowania fizycznego w Poznaniu, położona na Łęgach Dębińskich, na osiedlu samorządowym Wilda.

## Historia
Uczelnia wyrasta z tradycji Katedry Higieny Szkolnej i Wychowania Fizycznego, powołanej w lutym 1919, wchodzącej wówczas w skład Wydziału Filozoficznego Wszechnicy Piastowskiej, późniejszego Uniwersytetu Poznańskiego oraz dorobku Studium Wychowania Fizycznego tego wydziału.
Studium Wychowania Fizycznego, działające następnie w strukturze Wydziału Lekarskiego Akademii Medycznej w Poznaniu, zostało 5 lipca 1950 przekształcone rozporządzeniem Rady Ministrów w Wyższą Szkołę Wychowania Fizycznego.
Rozporządzeniem Rady Ministrów z 11 grudnia 1972 Wyższa Szkoła Wychowania Fizycznego została przemianowana 1 stycznia 1973 na Akademię Wychowania Fizycznego w Poznaniu.

## Patron
Akademia Wychowania Fizycznego z 30 października 1981 otrzymała imię Eugeniusza Piaseckiego – twórcy i pierwszego kierownika Katedry Higieny Szkolnej i Wychowania Fizycznego Wszechnicy Piastowskiej.

## Wydziały i kierunki kształcenia
Uczelnia daje możliwość podjęcia nauki na czterech kierunkach I i II stopnia prowadzonych w ramach dwóch wydziałów i jednego wydziału zamiejscowego. Kształci w zawodach praktycznych dla potrzeb wychowania fizycznego i zdrowotnego, rehabilitacji, sportu wyczynowego, turystyki i rekreacji.
- Wydział Nauk o Kulturze Fizycznej:
  - Taniec w Kulturze Fizycznej
  - Turystyka i Rekreacja
  - Sport
  - Wychowanie Fizyczne
- Wydział Nauk o Zdrowiu:
  - Dietetyka
  - Fizjoterapia
  - Neurobiologia
- Zamiejscowy Wydział Kultury Fizycznej w Gorzowie Wielkopolskim:
  - Dietetyka
  - Fizjoterapia
  - Wychowanie Fizyczne

Uczelnia posiada również ośrodek dydaktyczno-socjalny w Chycinie oraz kemping w Ustroniu Morskim.

## Władze Uczelni

### W kadencji 2020–2024
- Rektor: JM prof. AWF dr hab. Dariusz Wieliński
- Prorektor ds. Nauki: prof. dr hab. Jan Celichowski
- Prorektor ds. Studiów: prof. dr hab. Jacek Zieliński
- Dziekan Wydziału Nauk o Kulturze Fizycznej: prof. dr hab. Tomasz Tasiemski
- Dziekan Wydziału Nauk o Zdrowiu: prof. AWF dr hab. Urszula Czerniak
- Dziekan ZWKF w Gorzowie Wlkp.: dr hab. Leszek Zguczyński

- Kanclerz: mgr Stanisław Kuhnert
- Zastępca Kanclerza: dr Damian Doleciński
- Kwestor: mgr Elżbieta Rybińska

Źródło.

### W kadencji 2024–2028
- Rektor: JM prof. AWF prof. dr hab. Jacek Zieliński
- I Zastępca Rektora, Prorektor ds. Nauki: prof. dr hab. Jan Celichowski
- Prorektor ds. Studiów: dr hab. Urszula Czerniak
- Prorektor ds. Współpracy i Rozwoju: Krzysztof Kusy(inne języki)
- Dziekan Wydziału Nauk o Kulturze Fizycznej: dr hab. Katarzyna Domaszewska(inne języki)
- Dziekan Wydziału Nauk o Zdrowiu: dr hab. Anna Demuth(inne języki)
- Dziekan ZWKF w Gorzowie Wlkp.: dr hab. Leszek Zguczyński

Źródło.

## Kampus
W skład kampusu Akademii Wychowania Fizycznego w Poznaniu wchodzą obiekty położone na terenie poznańskich Łęgach Dębińskich:
- Budynek Główny
- Budynek Dydaktyczny
- Biblioteka Główna
- Hala Dydaktyczno-Sportowa im. prof. Andrzeja Wieczorka
- Hala Gier Sportowych
- Boisko lekkoatletyczne
- Pływalnia
- Korty tenisowe

## Organizacja studencka
Reprezentacją studentów jest Rada Uczelniana Samorządu Studenckiego, która dba o respektowanie praw studentów, organizuje oraz koordynuje życie pozanaukowe (imprezy kulturalne, rozrywkowe oraz sportowe). Funkcję przewodniczącego sprawuje Maurycy Szajkowski. RUSS AWF jest członkiem Komisji Uczelni Wychowania Fizycznego, działającej przy Parlamencie Studentów RP.